# Стерх (КА)
«Стерх» — малий космічний апарат нового покоління, що призначається для оновлення російського сегменту міжнародної системи КОСПАС-САРСАТ. Космічні апарати серії «Стерх» призначені для заміни на орбіті супутників попереднього покоління Надія. Мінісупутник «Стерх» розроблений в ФГУП ПО «Політ»
Космічний апарат «Стерх» забезпечує визначення координат судів і літаків, що потрапили в біду в будь-якій точці Землі із помилкою 2 морські милі (3,6 км).
Маса КА «Стерх» становить 160 кг, маса апаратури — 60 кг.

## Основні характеристики КА «Стерх»
| Маса, кг                                                                                     | 160                                                              |
| Розрахунковий термін активного існування                                                     | 5 років                                                          |
| Ракета-носій                                                                                 | попутним вантажем з космодрому «Плесецьк» — 11К65М («Космос-3М») |
| Розміри, м                                                                                   |                                                                  |
| в стартовому стані                                                                           | 0.75x1.35x2.00                                                   |
| в робочому стані (панелі сонячних батарей розкриті, штанга гравітаційного пристрою висунута) | 0.97x2.96x10.39                                                  |
| Система електроживлення                                                                      |                                                                  |
| тип                                                                                          | сонячні та буферні хімічні батареї                               |
| середньодобова потужність, Вт                                                                | 110                                                              |
| Точність орієнтації, град                                                                    |                                                                  |
| на Землю                                                                                     | 5                                                                |
| на Сонце                                                                                     | 3                                                                |
| Орбіта                                                                                       | навколополярна, близькокругова                                   |
| нахил площини орбіти, о                                                                      | 83.0                                                             |
| період обертання, хв                                                                         | 105.0                                                            |
| висота, км                                                                                   | 1000                                                             |

## Таблиця запусків КА «Стерх»
| №п/п | Дата запуску | Найменування | РН        | Місце запуску |
| ---- | ------------ | ------------ | --------- | ------------- |
| 1    | 21.07.2009   | Стерх № 1    | Космос-3М | Плесецьк      |
| 2    | 17.09.2009   | Стерх № 2    | Союз-2.1б | Байконур      |